# 十河一存
十河 一存（そごう かずまさ /かずなが）は、戦国時代の武将。三好氏の家臣。三好元長の四男。

## 生涯
三好元長の四男として生まれ、讃岐国十河城主・十河景滋の養子になったという。
天文18年（1549年）6月には父の仇である三好政長との摂津江口の戦いで勝利に貢献した。これにより細川晴元の政権は崩壊し、兄・長慶の政権が確立する。
天文19年（1550年）の東山の戦いで京都復帰を狙う晴元を阻止し、天文22年（1553年）6月の阿波見性寺事件の際も次兄の実休を助けて細川持隆（氏之）殺害に協力した。
永禄元年（1558年）の北白川の戦いに参戦、永禄3年（1560年）には畠山高政との戦いで大勝し、長慶から岸和田城主に任じられた。その後も畿内各地を転戦して功を挙げ、兄を軍事的によく補佐した。
永禄4年（1561年）4月23日、病を患ったことにより、子・松浦萬満（後の孫八郎）の後見のために在住していた和泉国で死去した。
実子・義継は長慶に引き取られて、後にその家督を継いだため、甥（実休の次男）の存保が養子となって十河氏の家督を継いだ。

## 死因
一存の死因は、瘡による病死といわれる。しかし一存が死んだ時に、不仲であった松永久秀が傍にいたことから、当時から京都では久秀による暗殺説が伝聞として流れた。以下のような逸話がある。
『足利季世記』ならびに『続応仁後記』は、一存の死去について以下のように伝える。永禄3年（1560年）頃に一存は病にかかった。そこで摂津の有馬温泉で一存が久秀と湯治中のとき、久秀が一存の乗馬である葦毛馬を見て、「有馬権現は葦毛を好まないため、その馬には乗らないほうがいい」と忠告した。しかし久秀を嫌う一存は忠告を無視して乗馬し、そして落馬して絶命したというものである。
この話について、歴史研究家である長江正一は、病を得ていた一存がわざわざ乗馬をするだろうか、武勇に長け乗馬にも習熟していたと思われる一存がはたして落馬するものだろうかという疑問を呈している。
さらに、実際には一存が没したのは翌永禄4年の4月であり、この話は、死去した時期にも誤謬が生じている。

## 人物・逸話など
- あるとき、一存は合戦中に左腕を負傷した。普通ならば養生するであろうが、一存は傷口に塩をすり込んで消毒し、藤の蔓を包帯代わりにして傷口に巻いて、再び戦場で猛然と槍を振るったという。このため、一存は「鬼十河」（鬼十川）と呼ばれて敵に恐れられたという。その武勇から家臣たちからも信望厚く、一存の髪型は「十河額」と呼ばれて、真似する家臣も多かったという（『平島殿先祖並細川家三好家覚書』『阿州古戦記』）[14]。
- 『戴恩記』では松永貞徳が俳句の世界で師匠にあたる九条稙通に聞いた言葉として、「婿の十川は武勇である」としてその武勇の高かったことを評したとしている[14]。
- 松永久秀とは仲が悪かった[15]。
- 現代において、一存の子孫と伝える十河家が続いている[16]。

## 家臣
十河氏の他に、三谷氏、久保氏、岡氏などがいる。多くは四国の国人・武士だが、松田守興は畿内で登用した。
- 十河姓
  - 十河了三（三河入道）
  - 十河重久
  - 十河重吉
  - 十河亀介
- その他
  - 東条新兵衛
  - 大谷亀介
  - 三谷喜介
  - 岡重長
  - 矢野山城守
  - 松田守興
  - 福屋長顕
  - 中西長秀
- 久保一族
  - 久保存重
  - 久保六郎左衛門
  - 久保佐渡守

## 関連作品

### 小説
- 三日木人『三好長慶の遺命－篠原長房士魂録－』（郁朋社、2021年10月、ISBN 978-4-87302-744-9）
- 三日木人『われは鬼なり十河一存伝』（郁朋社、2022年9月。ISBN 978-4-87302-769-2）